# Ariadne (Reihe)
Ariadne ist seit 1988 die politische Frauenkrimireihe des Argument Verlags und wurde von Frigga Haug gegründet. Else Laudan ist die aktuelle Verlegerin.

## Geschichte
Das Konzept der Reihe dreht sich um Unterhaltungsliteratur als kulturpolitisches Projekt. Zunächst erschienen paritätisch politische Frauen- und „Lesbenkrimis“, in denen Frauen souverän auftreten und die Szene beherrschen. Den feministischen Herausgeberinnen ging es darum, das damals von Machos als Ermittlern dominierte Krimigenre neu zu besetzen.
In den 1990er Jahren löste Ariadnes wachsende Beliebtheit einen regelrechten Frauenkrimi-Boom bei einigen  Verlagen aus. Die erfolgreichsten und populärsten Ariadne-Titel dieser Zeit waren die Kriminalromane von Marion Foster, Sarah Dreher, Katherine V. Forrest, J.M. Redmann, P.M. Carlson und Val McDermid.

## Programm
Seit dem Jahr 2000 liegt der Schwerpunkt der Ariadne-Reihe auf der Produktion von Romanen deutschsprachiger Autorinnen wie Monika Geier, Christine Lehmann, Dagmar Scharsich,  Merle Kröger und Anne Goldmann, sowie aktuell der französischen Thrillerautorin Dominique Manotti, deren romans noirs typisch für den sozialkritischen wie auch den literarischen Anspruch der Ariadne-Reihe sind. Aus den USA kam die indigene Autorin Marcie Rendon dazu, die mit Am Roten Fluss eine Art Western-Krimi aus unverträumt weiblicher Protagonisten-Perspektive vorlegte.
Mit der Aufnahme der schottischen „Queen of Tartan Noir“ Denise Mina und ihrem Roman Blut Salz Wasser, adäquat übersetzt von Zoë Beck, gelang es dem Kleinverlag im Mai 2018, erstmals mit gleich zwei Romanen ganz oben in der Krimibestenliste vertreten zu sein. Im Juni erreichte der Mina-Titel sogar den Spitzenplatz, zugleich kam Manottis Kesseltreiben auf den  sechsten Rang der Top 10.

## Belege
1. ↑  Edina Picco: Leute am Loch, Rezension in Der Freitag vom 12. April 2018, abgerufen am 16. August 2018
2. ↑  Krimibestenliste im Juni : Die Welt als Krimi und Wahnvorstellung, FAZ vom 3. Juni 2018, abgerufen am 16. August 2018